# Cabo Tres Puntas
El cabo Tres Puntas es un saliente rocoso situado al sur de Argentina, en el extremo meridional del golfo San Jorge. Forma parte del sector costero del departamento Deseado, en el nordeste de la provincia de Santa Cruz. Lo conforman, como su nombre indica, tres puntas, cada una de las cuales se prolonga en un cordón litoral.
Es una zona compuesta de afloramientos de pórfido. Ello, unido al hecho de que el extremo norte del golfo presenta la misma composición, ha provocado la aparición de esta formación al ceder la estructura en sus partes menos resistentes a la erosión marina.
Aparece como un litoral alto y alineado en barrancos que llegan desde tierra adentro hasta las playas en forma de tierras bajas y llenas de albardones. Por detrás se desarrollan cordones costaneros actuales y bajos salinos de pequeñas envergaduras hasta la gran salina  de cabo Blanco.